# Вулиця Харківська (Львів)
Вулиця Харківська — вулиця у Личаківському районі міста Львів, у місцевості Личаків. Починається від вулиці Личаківської та прямує у бік Цісарського лісу або ж Кайзервальду, утворюючи перехрестя з вулицею Пісковою.

## Історія
Вулиця Харківська підіймається від вулиці Личаківської до Цісарського лісу або ж Кайзервальду. До 1908 року будинки, що розташовані на початку вулиці належали до вулиці Личаківської, тому вулиця мала назву Личаківська бічна. У 1908 році вулицю названо на честь поручика Генінґа, який керував героїчною обороною монастиря кармелітів босих під час штурму Львова шведським військом 6 вересня 1704 року та загинув під час цієї битви. У 1945 році вулицю перейменовано на Харківську, на згадку про місто Харків, першої столиці УСРР у 1918—1935 роках.

## Забудова
В забудові вулиці Харківська присутні конструктивізм 1930-х років. Декілька будинків внесено до Реєстру пам'яток архітектури місцевого значення.

### З непарного боку вулиці
№ 13 — триповерховий будинок. Тут містяться Львівське обласне проєктно-виробниче архітектурно-планувальне бюро та хостел «Berloga».
№ 19 — вілла. Будинок внесений до Реєстру пам'яток архітектури місцевого значення під охоронним № 2842-м
№ 25, 27, 29 — будинки котеджного типу збудовані на початку XXI століття.

Світлини вуличної забудови (непарний бік)
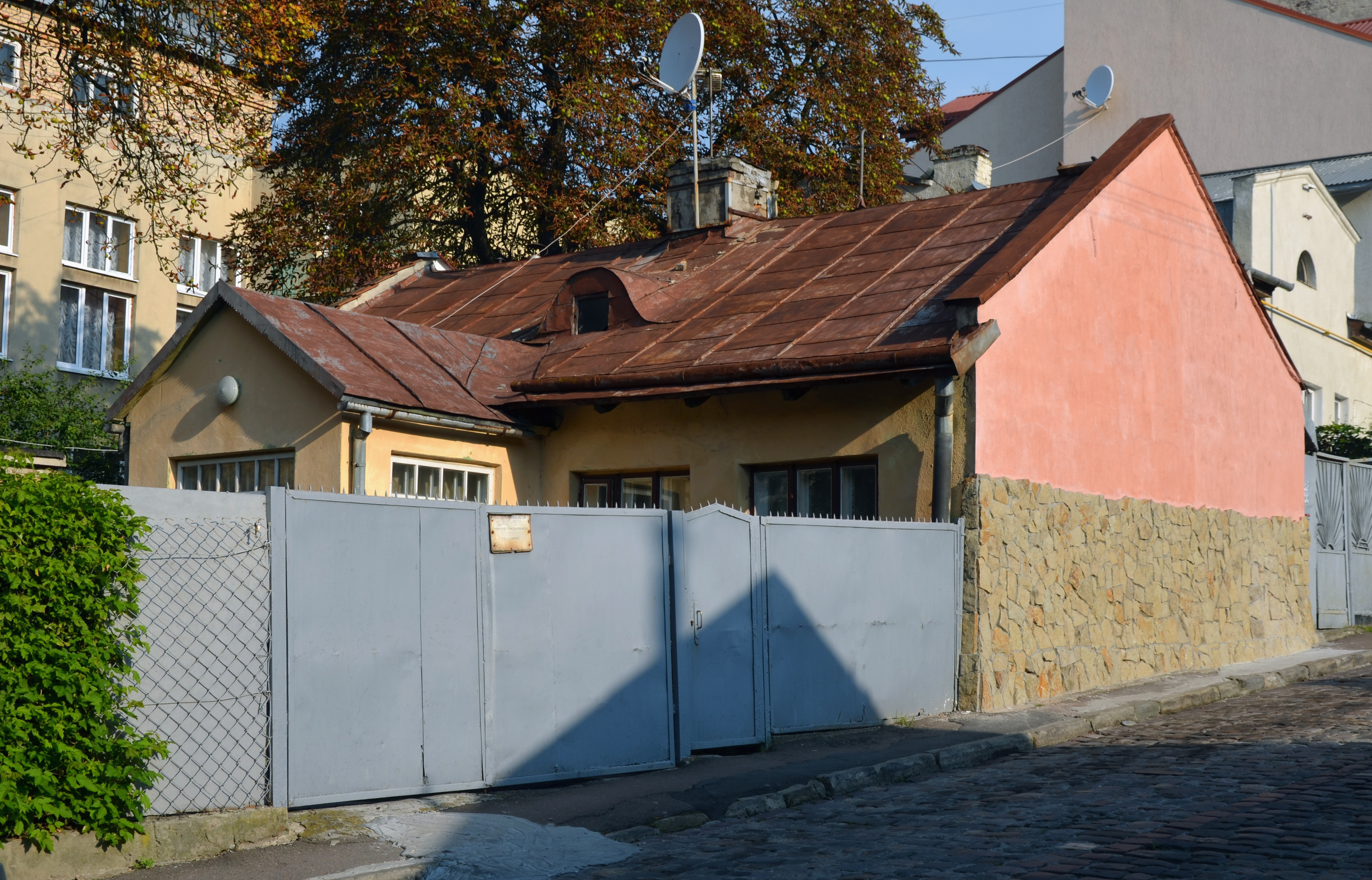
Будинок № 1
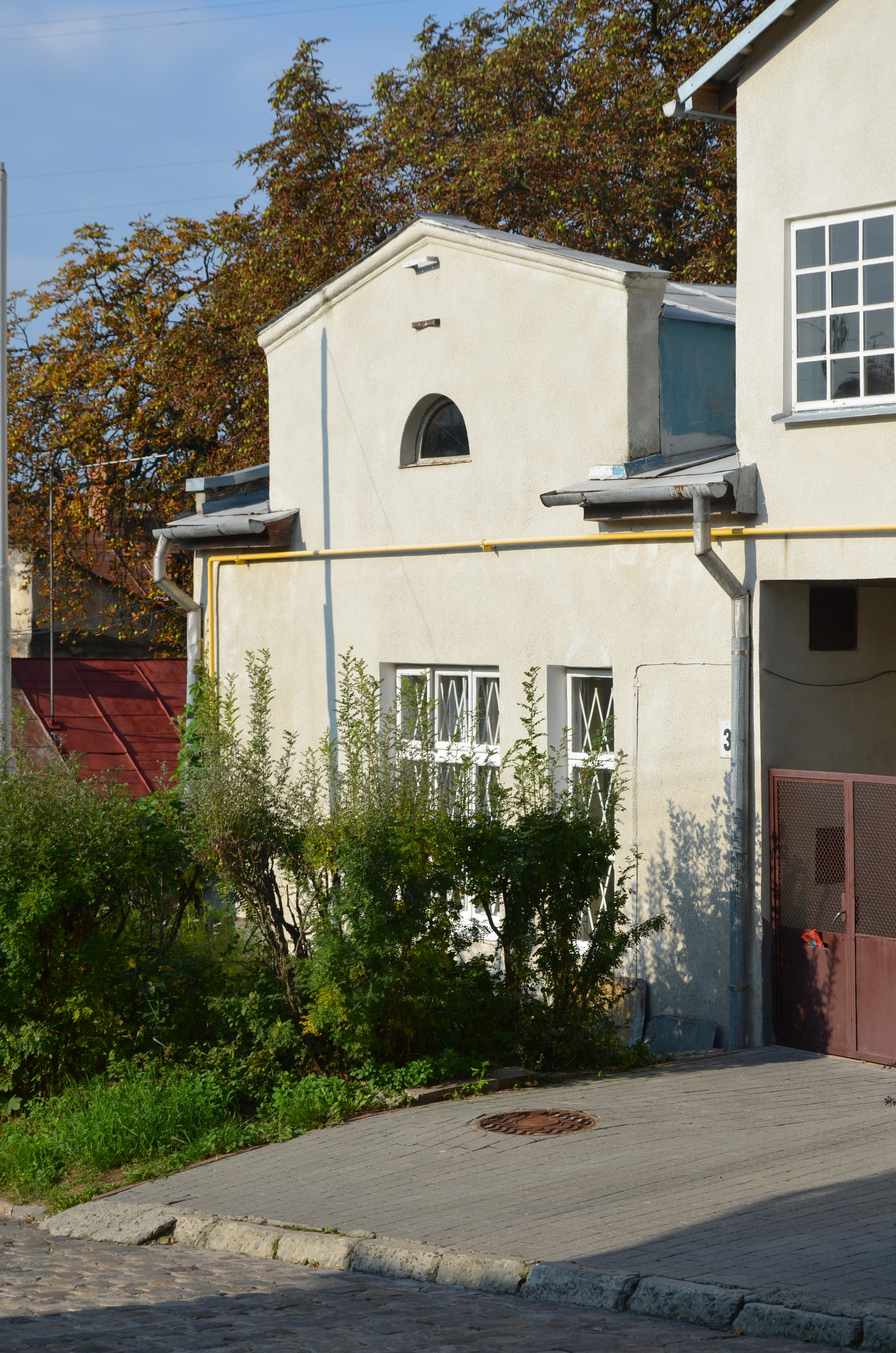
Будинок № 3
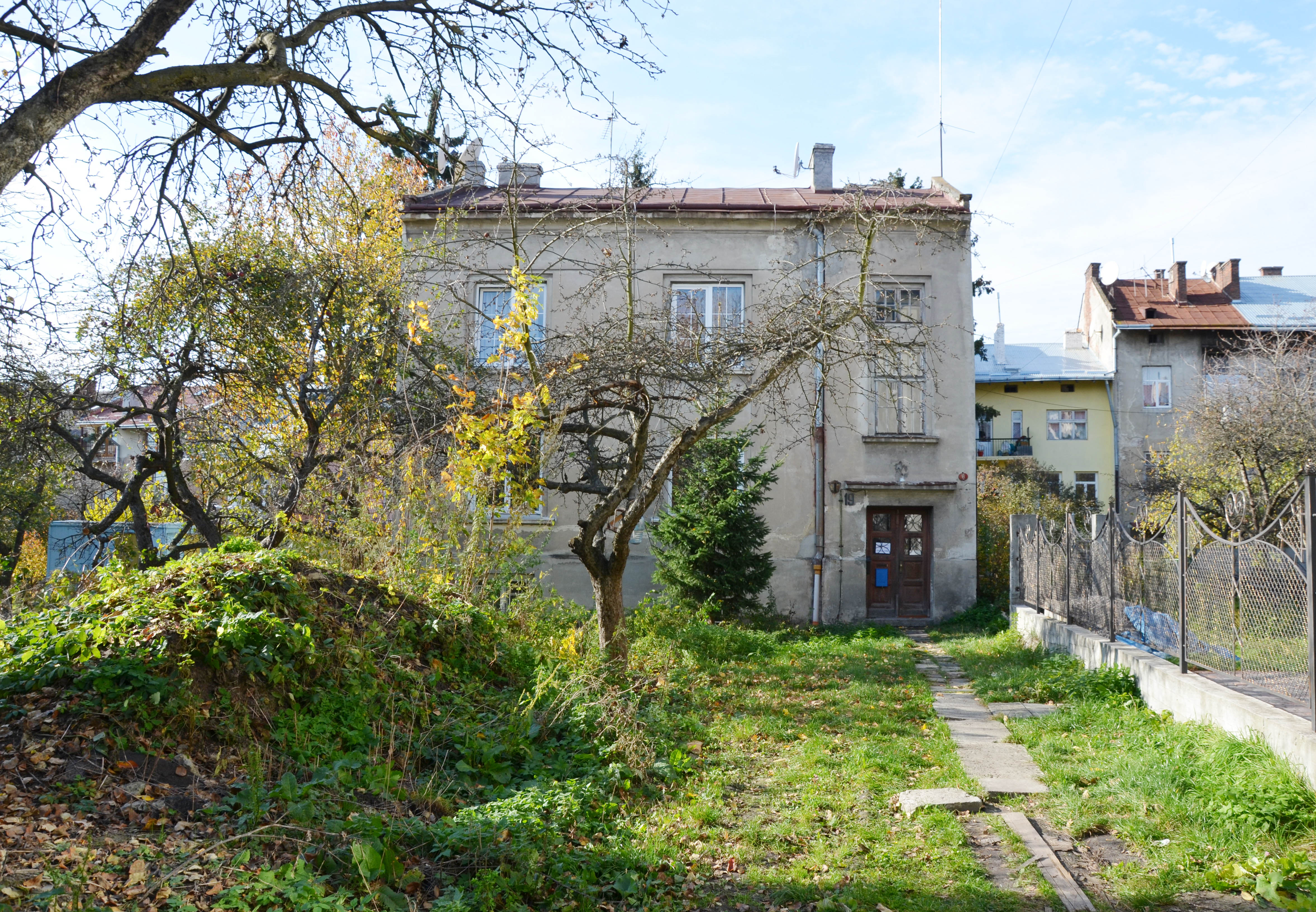
Будинок № 19

### З парного боку вулиці
№ 2 — в будинку до 1990-х років містився цех м'ясних напівфабрикатів.
№ 6 — Львівська обласна комунальна дитячо-юнацька спортивна школа інвалідів «Галичина».
№ 8а, 8б — триповерхові кам'яниці. Будинки внесені до Реєстру пам'яток архітектури місцевого значення під охоронними № 2840-м та № 2841-м.
№ 10 — триповерхова кам'яниця. У 1910-х роках власником будинку був Станіслав Яновський, у міжвоєнний період містилася контора Ляндеса із закупівлі збіжжя та харчових продуктів.
№ 14 — двоповерховий житловий будинок з мансардним півповерхом, збудований у 1920-х роках у стилі раннього функціоналізму. В будинку у 1920—1930-х роках мешкала родина Березовських. Директор і викладач математики торговельної школи товариства «Просвіта» Амвросій Березовський був також громадським і політичним діячем, членом Українського національно-демократичного об'єднання, головою організації українців міста Львова. У 1941 році Амвросій Березовський був заарештований та засланий більшовицькою владою. Подальша його доля невідома. Його син, Кость Арпад Березовський, активний діяч ОУН і «Пласту», один із звинувачених у більшовицькому «Процесі 59-ти». Розстріляний 14 квітня 1941 року.
№ 22, 24, 26, 28, 30, 32, 34, 36, 38 — двоповерхові житлові будинки з мансардами, збудовані у 1927—1929 роках у стилі раннього функціоналізму за проєктом та під керівництвом відомого українського архітектора Олександера Пежанського для українського кооперативу «Власна хата». В будинку № 24 наприкінці 1930-х років мешкав Мирослав Тураш, діяч ОУН, ініціатор створення розвідки та контррозвідки ОУН.
№ 40 — вілла. Будинок внесений до Реєстру пам'яток архітектури місцевого значення під охоронним № 2843-м.
№ 42 — вілла. Будинок внесений до Реєстру пам'яток архітектури місцевого значення під охоронним № 2844-м.
№ 44 — автостоянка № 33 Львівської обласної організації Всеукраїнської спілки автомобілістів.
№ 46 — церква Холмської ікони Божої Матері, розташована на території регіонального ландшафтного парку «Знесіння». Храм освячений 2 листопада 2008 року архиєпископом УАПЦ Макарієм (нині архієрей Православної церкви України, митрополит Львівський). Збудована церква за типовим проєктом та пофарбована в ясно-синій колір. Має хрестоподібну в плані будову, звернена — згідно з візантійською традицією — вівтарем на схід, а із західної сторони має прибудований невеликий притвор. Церква вміщує близько 200 парафіян. Нині в церкві Холмської ікони Божої Матері однією з найцінніших пам'яток є маленька частинка молей святого апостола Якова — брата Господа Ісуса Христа, що оправлена у спеціально виготовлену ікону, яку владиці Макарію передали з Константинополя. 3 листопада 2010 року указом тодішнього архиєпископа (сьогодні митрополита Львівського) Макарія, священиком в церкві ікони Холмської Божої Матері призначений о. Михайло Савка. Настоятелем церкви є Блаженніший митрополит Макарій.

Світлини вуличної забудови (парний бік)
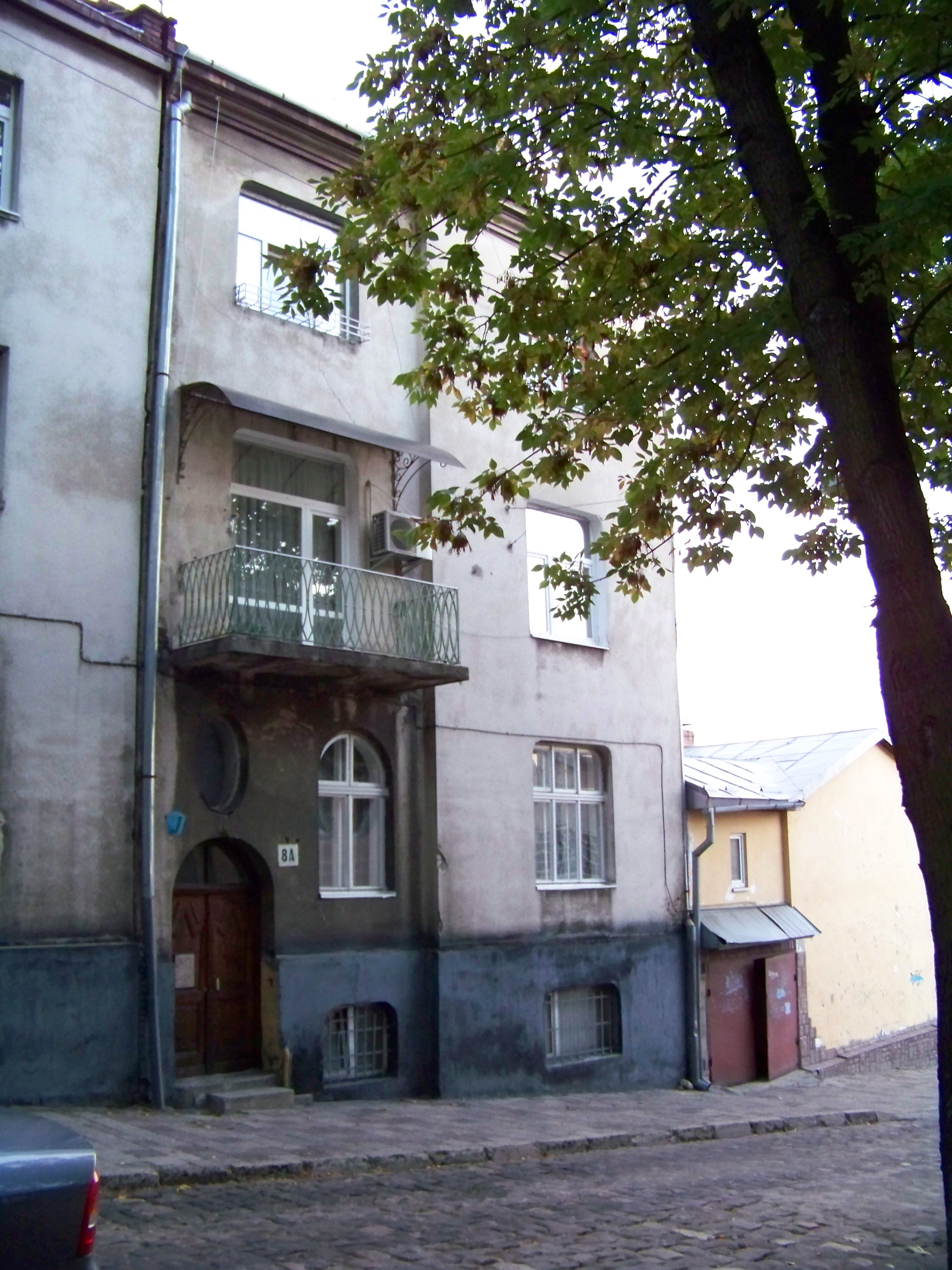
Будинок № 8а
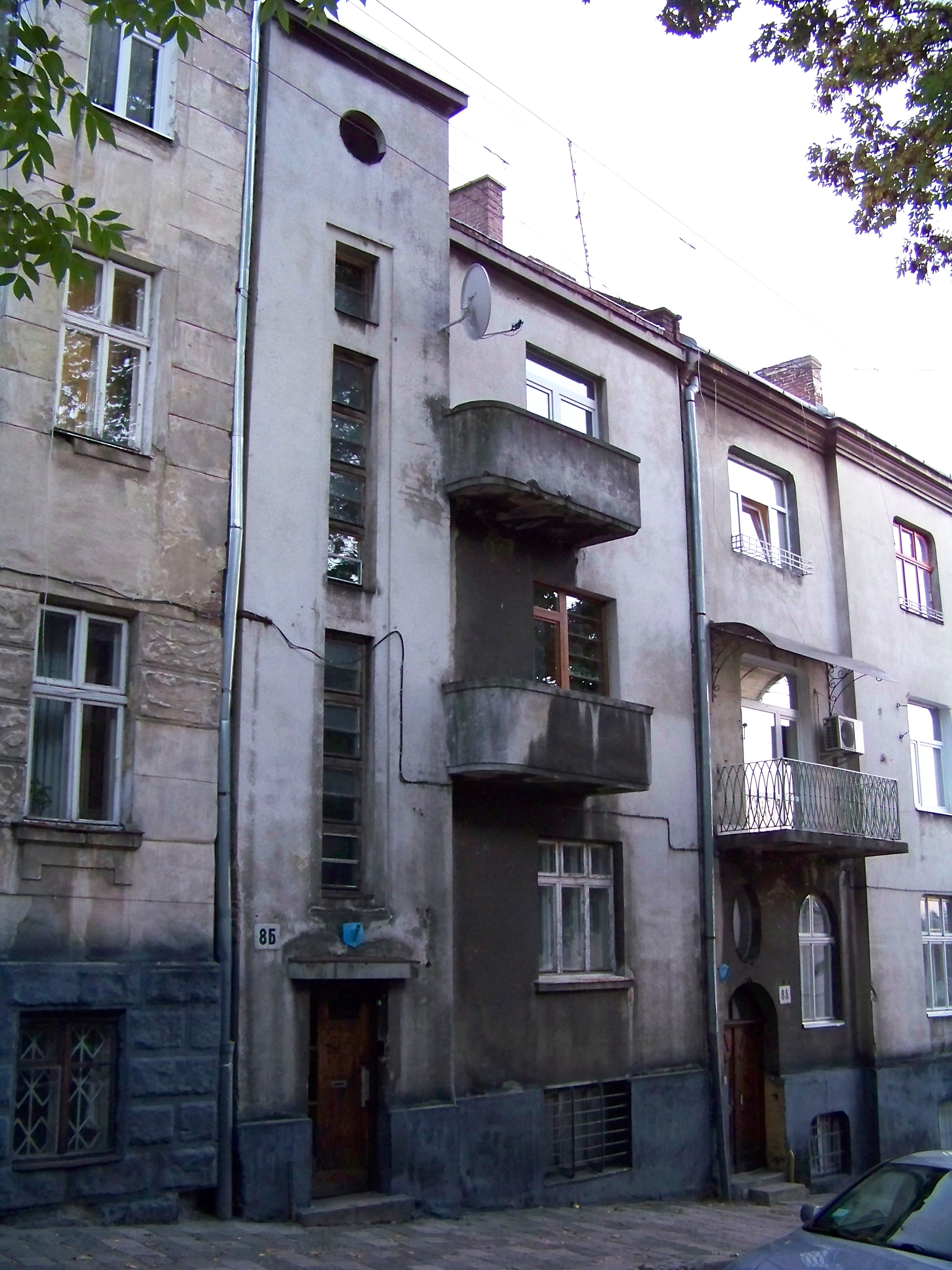
Будинок № 8б
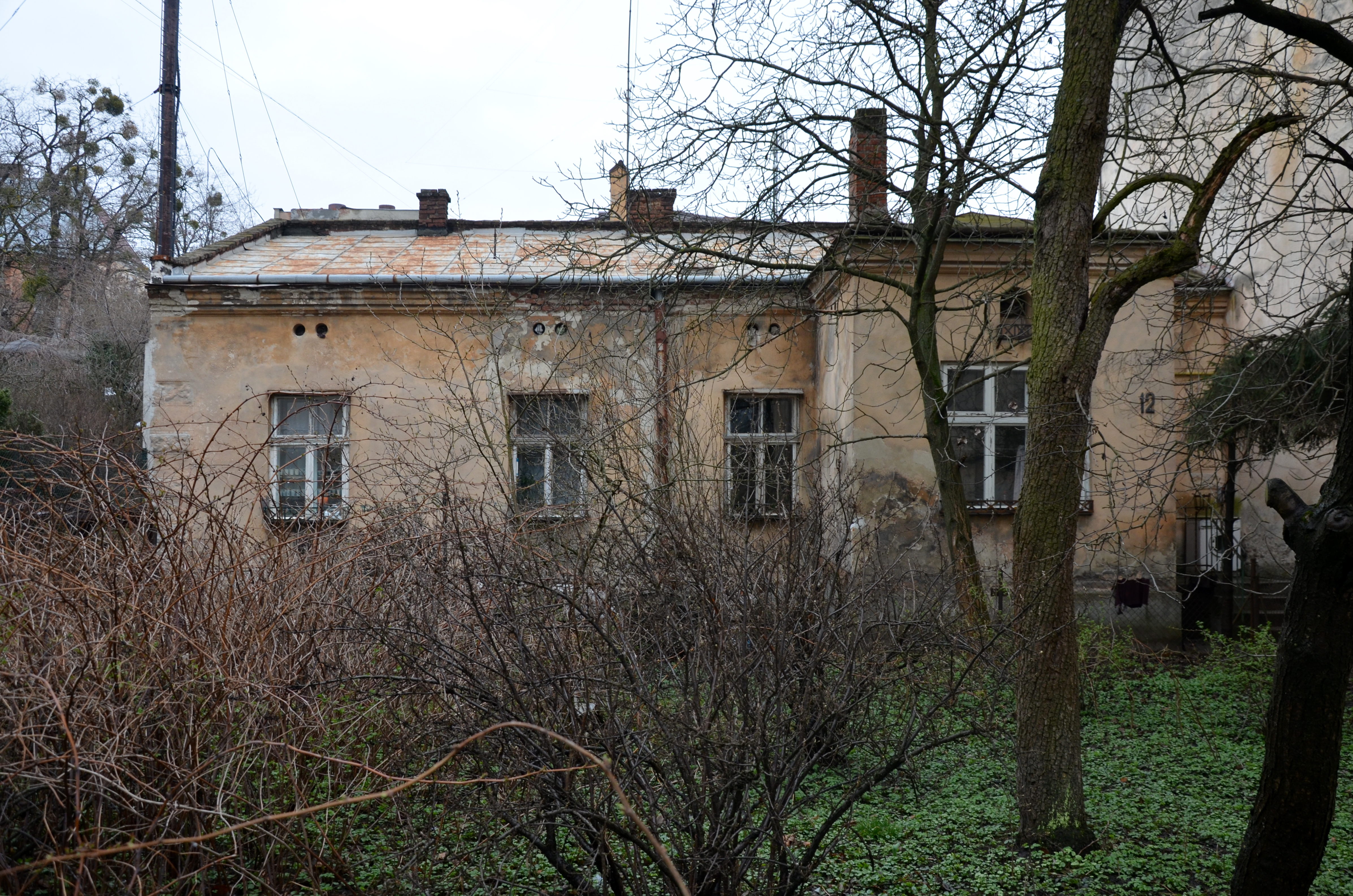
Будинок № 12
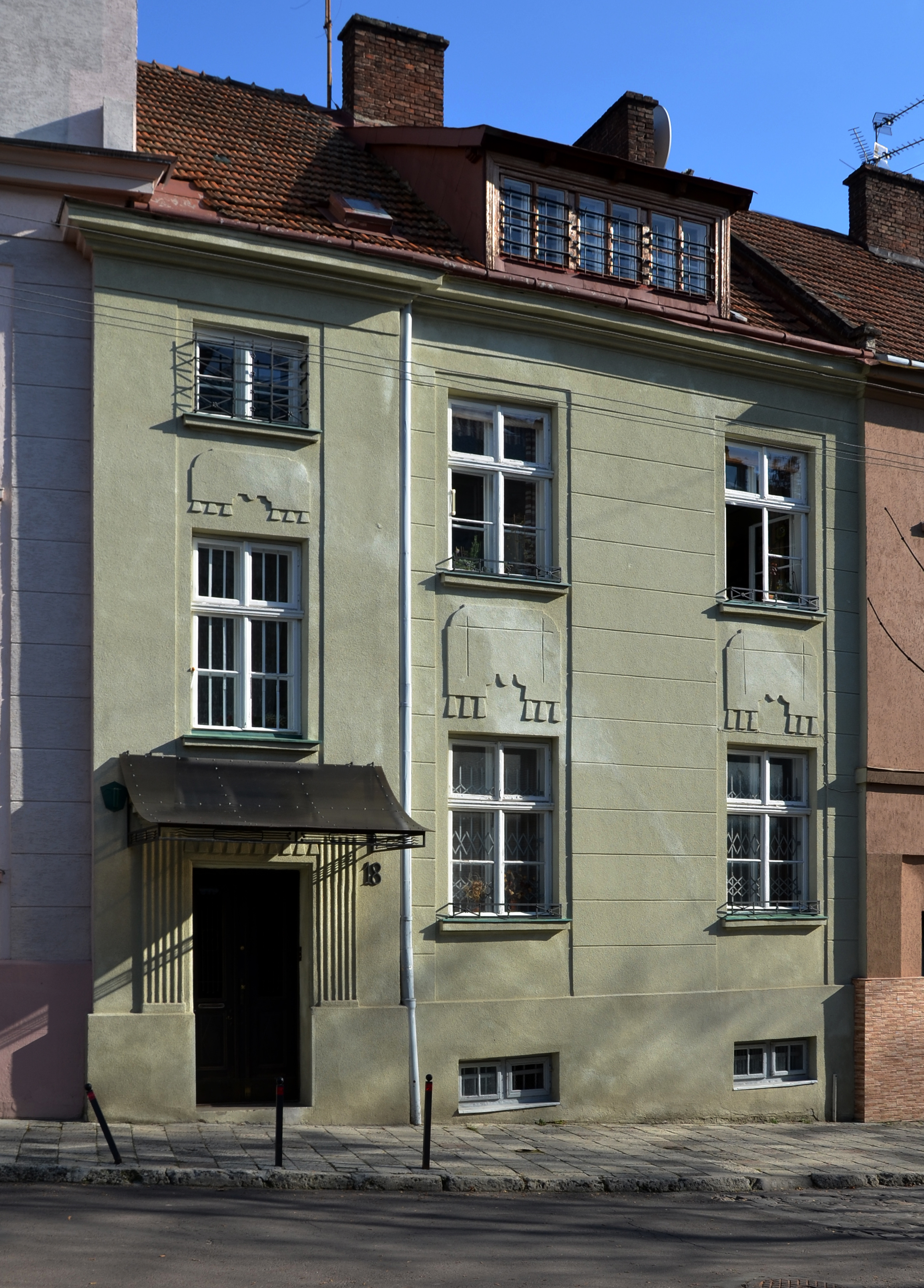
Будинок № 18
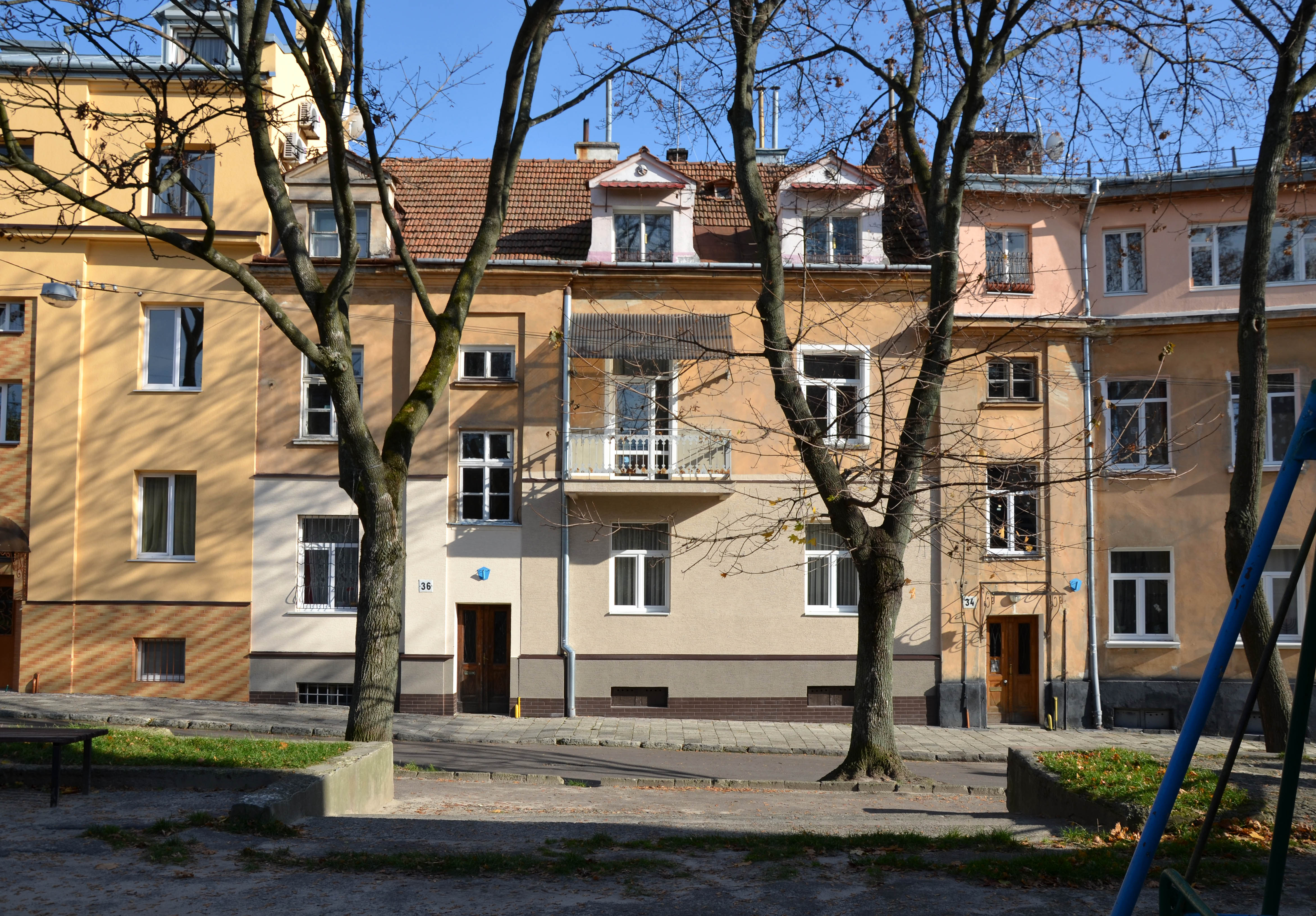
Будинки № 36
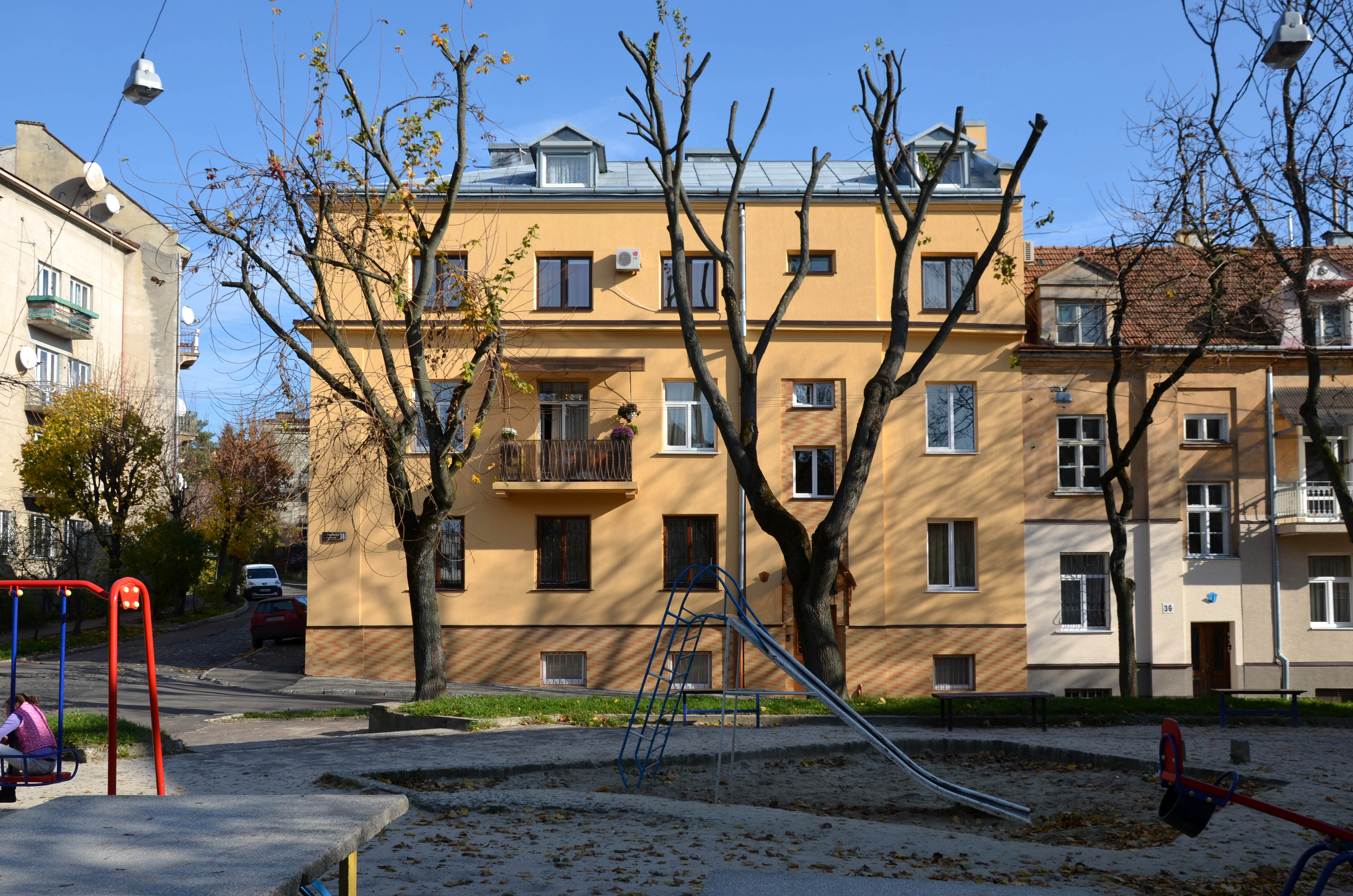
Будинки № 38
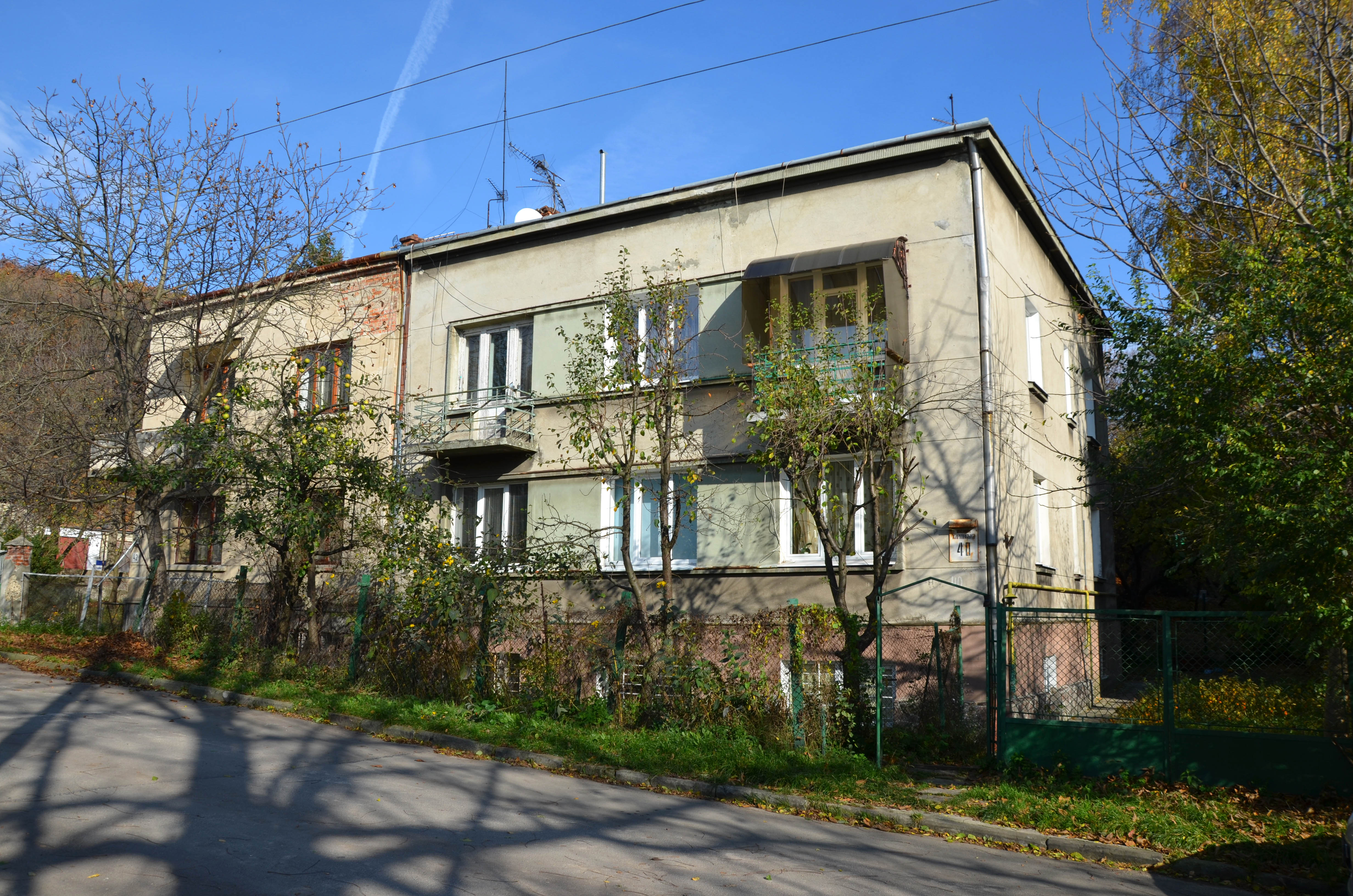
Будинок № 40
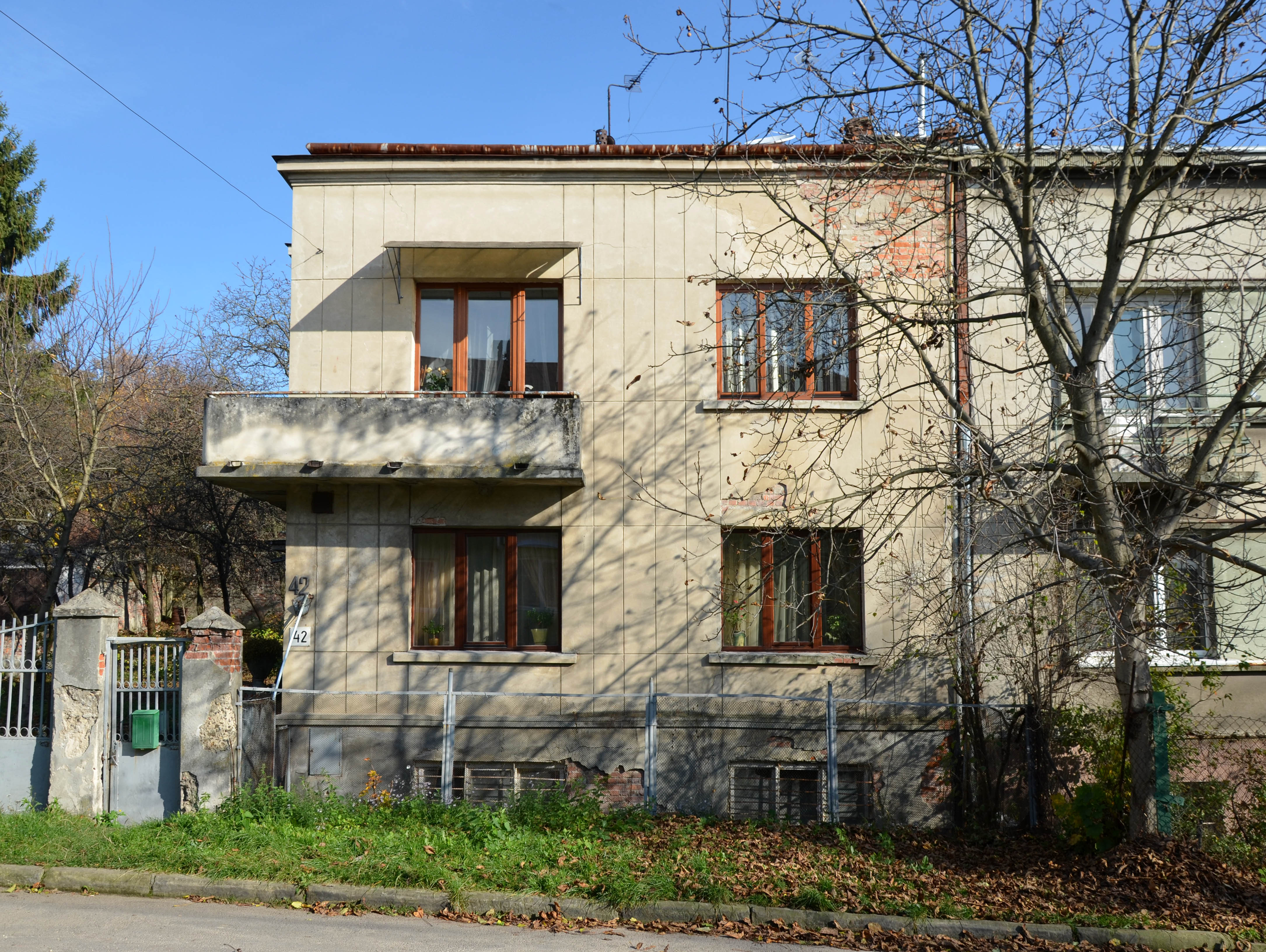
Будинок № 42